# Rom Akerson
Rom Akerson (29 de septiembre de 1984) es un deportista costarricense que compite en triatlón. Ganó una medalla de oro en el Campeonato Mundial de Xterra Triatlón de 2018.

## Palmarés internacional
| Campeonato Mundial | Campeonato Mundial    | Campeonato Mundial | Campeonato Mundial |
| Año                | Lugar                 | Medalla            | Prueba             |
| ------------------ | --------------------- | ------------------ | ------------------ |
| 2018               | Maui (Estados Unidos) | Medalla de oro     | Individual         |